# René Marie Maximilien Léopold de Stabenrath
René Marie Maximilien Léopold est un homme politique français né à Gournay-en-Bray le 14 mars 1759 et mort guillotiné le 21 prairial an II (9 juin 1794) à Paris.

## Sa famille
Elle est originaire de Prausnitz en Silésie. Leur aïeul Christian Léopold Stabenrath s’est établi en 1686 en France où aussitôt naturalisé, il a occupé la charge de secrétaire-interprète auprès de Louis XIV et a été anobli. Son fils Emmanuel s’est installé vers 1749 à Saint-Aubin, près de Gournay-en-Braye, afin de se rapprocher de sa sœur, prieure dans un couvent. Il s’y est marié et a eu 10 enfants dont 4 ont atteint l’âge adulte.

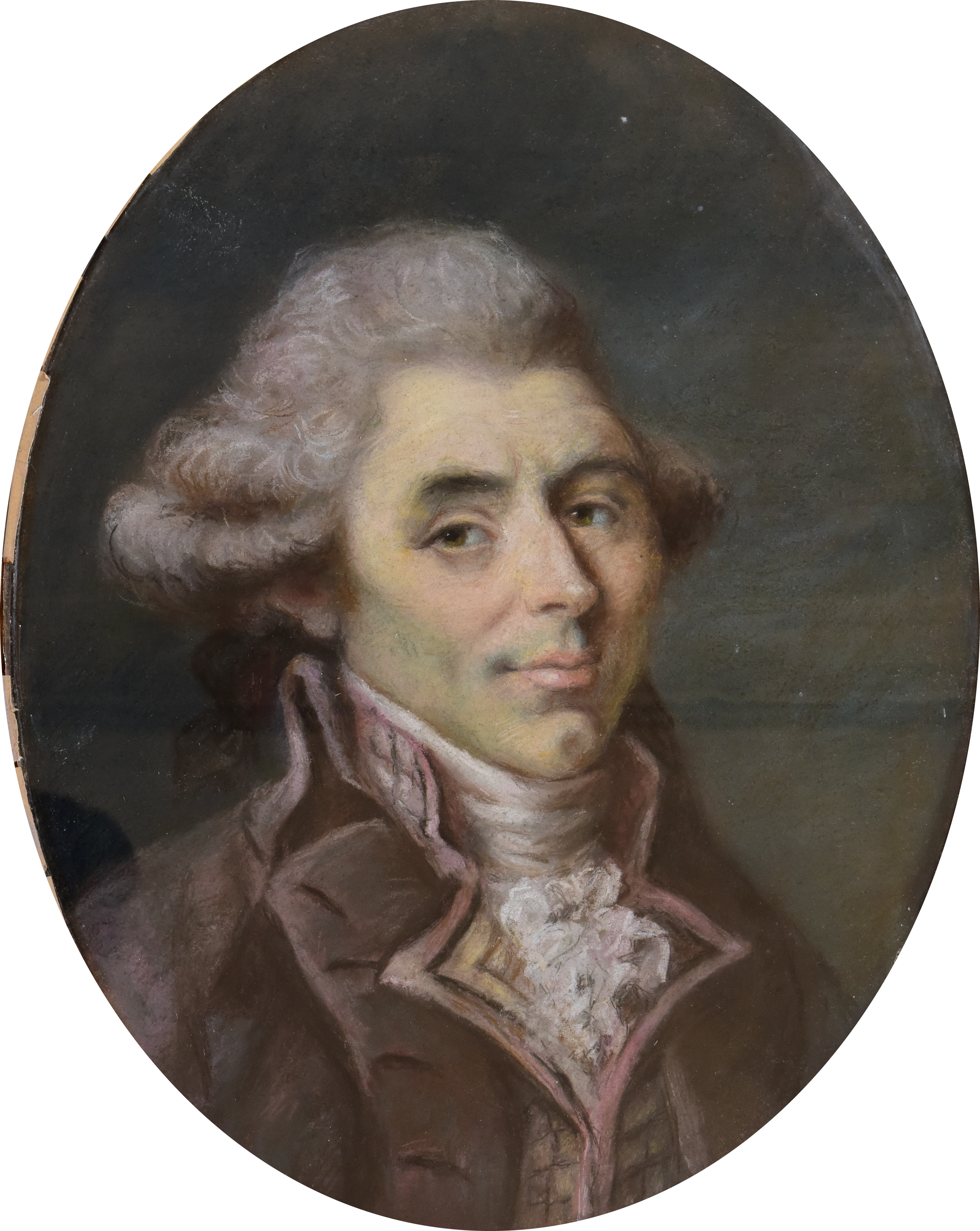
René-Maximilien Léopold de Stabenrath

René-Marie-Maximilien est l’aîné de cette fratrie. Après ses études à Rouen au collège des Oratoriens rue Saint-Hilaire, il part faire ses études de droit à Paris où il obtient le titre d’avocat au Parlement. Le 16 août 1784, il épouse Adélaïde Beaufils, fille d’un receveur des domaines à la maîtrise des forêts de Lyons-la-Forêt, apparentée à Pierre-Louis Beaufils, bailli à la Ferté-Vidame et juge seigneurial de la châtellenie. C’est lui qui décide le jeune couple à venir le rejoindre à la Ferté dont la terre vient d’être acquise par le duc de Penthièvre. Stabenrath rentre à son service comme avocat-conseil. Le 17 décembre 1785, son épouse lui donne un fils Charles-Marie-Eugène.

## Ses fonctions au début de la Révolution
Arrive l’année 1789. En août, il est nommé à La Ferté-Vidame secrétaire de la commission des subsistances avant d'occuper diverses tâches au niveau du district et du département: le 3 mai 1790, secrétaire de l'Assemblée tenue à Chartres, administrateur du district de Châteauneuf-en-Thymerais, en septembre, membre du conseil du département d'Eure-et-Loir, en octobre, commissaire provisoire du contentieux et en 1791 vice-président du département.  
Le décret du 20 juin 1790 supprimant les titres et signes de noblesse, il fait non seulement disparaître la particule devant Stabenrath mais supprime ce nom pour ne garder que celui de Léopold. 
Le 28 août 1791, il est élu député d'Eure-et-Loir à l'Assemblée législative. C’est un modéré, attaché à la royauté. Il siège à la droite, aux côtés de Matthieu Dumas, député de Seine-et-Oise.

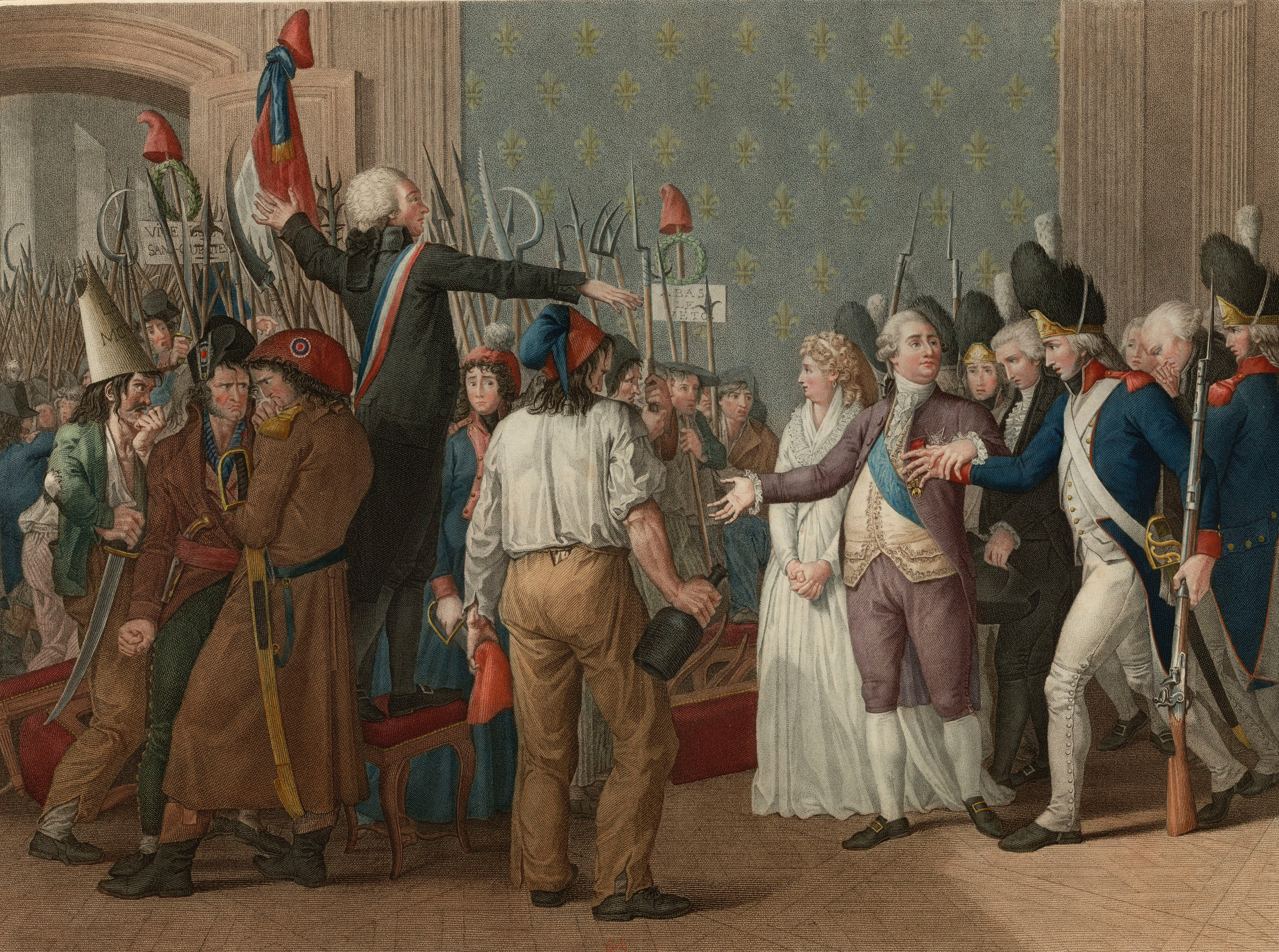
Journée du 20 juin 1792.

Ses prises de paroles sont ainsi répertoriées: le 8 novembre 1791, il s'oppose à la loi contre les princes émigrés, il se prononce sur le mode de remplacement des officiers et la mise en accusation de Chollet et de Saillans, tous deux accusés en décembre de conspiration royaliste. Il réclame la suppression des couvents de religieuses. Le 23 février 1792, il propose la censure des députés qui n'assisteraient pas aux séances. Il s’oppose à la levée de suspension de Pétion et Manuel, maire et procureur de la commune de Paris qui ont laissé la foule envahir les Tuileries le 20 juin. Lors des débats à l’Assemblée, il s’écrie «On ne dira que le roi court des dangers que lorsqu’il aura été assassiné! La nation a été avilie dans la personne de son représentant héréditaire.» Un jour après la déclaration de la patrie en danger, il demande un décret d’accusation contre les signataires de Marseille qui réclament la nomination du pouvoir exécutif par le peuple.
Le 14 juillet 1792, il assiste dans les rangs des députés à la fête de la 2e Fédération. Le roi se tient à la gauche du président de l’Assemblée, Aubert-Dubayet. C’est la dernière apparition publique de Louis XVI et le 19 septembre, la fin du mandat de député de Stabenrath. Le 1er octobre 1792, il quitte son domicile parisien, rue du Cherche-Midi, et regagne La Ferté-Vidame, appelée désormais la Ferté-les-Bois.

## Le tournant de 1793
Le 4 mars 1793, le duc de Penthièvre meurt. Le 4 août suivant, les biens de sa fille, Marie-Adelaïde de Bourbon, duchesse d’Orléans et mère du futur roi Louis-Philippe, sont séquestrés. Stabenrath est chargé de surveiller l’exécution du décret qui ordonne que soient brûlées les lettres de féodalité. Il se heurte aux Sans-culottes de La Ferté qui entendent brûler également les titres de propriété et de créance. Stabenrath leur déclare: 

« Je ne permettrai jamais une faute aussi criante. J’ai comme vous des biens à cens mais je ne souffrirai pas qu’on en brûle les titres, j’y perdrais plutôt la vie. Je les ai enfermés dans des boîtes sur lesquelles je vais apposer les scellés, et j’enverrai le tout à l’administration qui en disposera comme elle en jugera convenable. »

Le 19 octobre 1793 le Directoire de Puits-la-Montagne, mis au courant, prend la délibération suivante :

« Lecture faite d’une lettre et d’un procès-verbal des officiers municipaux de La Ferté, portant qu’ils ont brûlé les lettres de féodalité qui étaient dans les archives de Madame d’Orléans; qu’ils ont conservé dans ces mêmes archives, trente-cinq cartons dans lesquels ils ont déposé les titres de propriété, qu’ils ont mis les scellés sur ces cartons, en attendant qu’ils leur fût possible de les envoyer à l’administration, avec les plans et autres renseignements; qu’ils se disposaient à exécuter cette dernière résolution lorsque plusieurs personnes s’y sont opposées sous prétexte que les titres de propriété devaient être brûlés comme les autres. Le Directoire, après avoir entendu le procureur syndics, considérant qu’il est intéressant pour la République que les titres de propriété des biens-fonds des déportés, soient conservés, qu’il y a tout l’air de craindre que les personnes qui s’opposent à ce que ces titres soient transportés à l’administration, se portent à quelque violence pour les livrer aux flammes, que la municipalité de La Ferté paraît n’être pas tranquille à cet égard, arrête, que le citoyen Baussancourt se transportera sans délai à La Ferté avec le secrétaire du district pour faire enlever en sa présence, les titres de propriété dont il s’agit et en donner décharge à la municipalité de La Ferté, sauf lorsque les titres seront dans les archives de l’administration, à les réviser de nouveau et à brûler ceux qui pourraient concerner les cens ou autres propriétés féodales

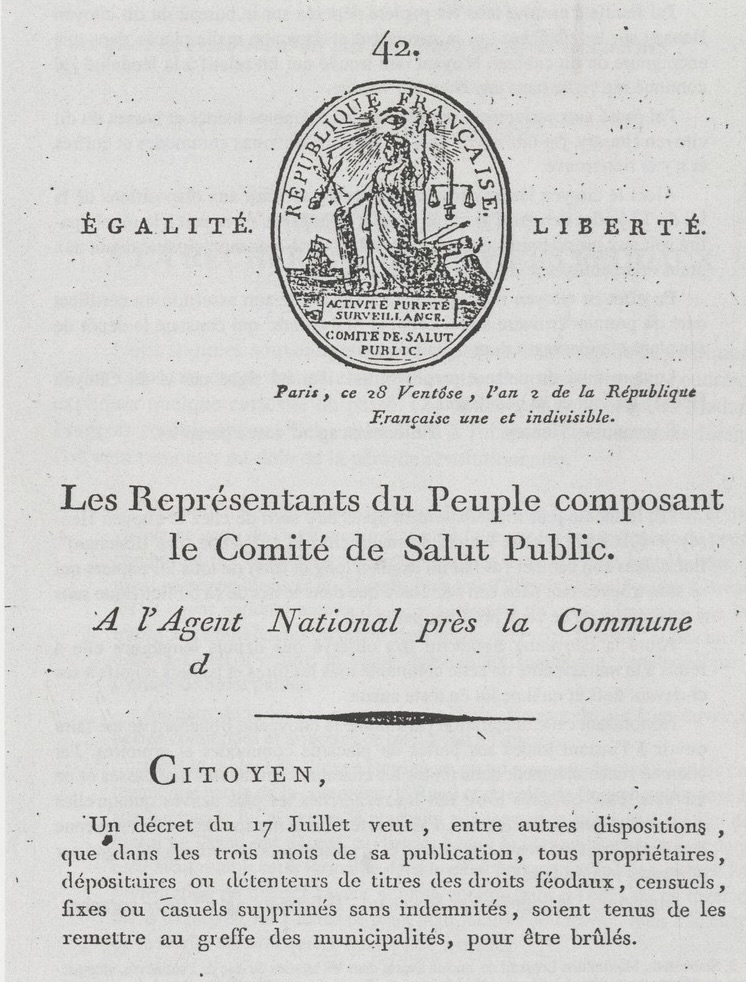
Décret de Robespierre sur les titres féodaux à brûler.

                                                                   Pour expédition conforme
                                                                       Signé Prissant »

Les Jacobins de la Ferté attendent l’occasion de se venger. Elle leur est donnée quand le représentant du peuple Bentabole est envoyé dans le département d’Eure-et-Loir pour épurer les diverses administrations. À Puits-la-Montagne, il remanie le Directoire du district: le citoyen Fritot est nommé président et Siou administrateur, les employés sont changés et Auguste-Léopold Stabenrath, avocat comme son frère, est défait de ses fonctions de secrétaire du district. À la Ferté, on profite de l’absence de son frère aîné pour l’accuser d’avoir écrit des lettres, dans un esprit contre-révolutionnaire, aux agents du domaine séquestré de la duchesse d’Orléans. Le représentant du peuple Bentabole finit par lancer un mandat d’arrêt contre lui avant de l’annuler le 18 pluviôse, tellement les griefs sont insignifiants et levés sur les simples explications écrites de Stabenrath, durant son séjour en famille à Lyons-la-Forêt et à Gournay. 
De retour à la Ferté, le "grand Léopold" (ainsi l'appelle-t-on pour le distinguer de son frère) reprend ses fonctions de président de la société populaire et d’agent national (maire), conforté par le bon accueil de ses concitoyens. Quinze jours plus tard le 16 ventôse, l’épuration prévue a lieu par les soins des administrateurs du district de Puits-la-Montagne, Fritot et Siou, envoyés à cet effet. René-Maximilien est destitué de sa place d’agent-national, le comité de surveillance est entièrement changé et tous les modérés mis à l’écart.
Le 21 mars 1794, Gerbet, membre de la commission d’épuration, revient de Paris avec un mandat d’arrêt contre lui. On prévient Léopold qui déclare:

« Je n’ai rien à me reprocher. On m’a une première fois mis en accusation mais le représentant du peuple Bentabole m’a rendu la liberté. J’attendrai donc tranquillement les événements. »

Il est emprisonné le soir même et conduit le lendemain à Verneuil. Onze autres personnes sont arrêtées, quatre de la Ferté, sept de Châteauneuf, dont deux membres de sa famille, son frère Auguste-Marie et Pierre-Louis Beaufils, parent par alliance. Ils sont transférés à Paris où ils sont incarcérés dans l’attente d’un simulacre de procès, fondé sur de faux griefs (arrachage d’un arbre de la liberté, incendie provoqué chez un boulanger, propos contre-révolutionnaires, conspiration, intelligence avec l’ennemi). La condamnation à mort prononcée le 21 prairial an II (9 juin 1794). Ils sont exécutéssur la place Saint Antoine, en face de l’ancienne Bastille. René a 35 ans, son frère 30 ans.
Après la chute de Robespierre, une enquête est diligentée à Châteauneuf afin de juger les hommes de sang responsables de leur mort. Madeleine-Rosalie Petit de Claville, la jeune épouse d’Auguste-Marie Léopold de Stabenrath, écrit :

« Il appartient sans doute à la veuve infortunée d’une des victimes de Robespierre, de démasquer les complices de ce tyran. J’ai acquis le droit de parler sans ménagement des monstres qui ont trempé leurs mains dans le sang des innocents. Je dois à la patrie, je dois à la mémoire de mon malheureux époux la publication des intrigues ténébreuses qui l'ont conduit à l'échafaud. FRITOT et SIOU: c’est vous qui avez été l’âme et les conducteurs de cet affreux complot; c’est par vous, c’est par les scélérats que vous vous êtes adjoints qu’il s’est accompli, c'est vous qui avez porté le désespoir et la terreur au sein de vos concitoyens; c'est vous qui avez juré leur mort et qui comptiez vous élever à l'aide de leurs cadavres ensanglantés… »

Les scélérats de la Ferté-Vidame portent les noms de Calamel, Cagniou, Gerbet, Allard, Mesnel... Ils sont marchands de bois, médecins, chirurgiens, commis de fourneau, fabricants. Loin d'être inquiétés, ils s’enrichissent dès 1796 par leurs achats de biens nationaux. Hubert Calamel, l’instigateur de la dénonciation de René-Maximilien Léopold, est en 1807 percepteur des contributions - le comble pour celui qui ne voulait pas payer le cens-. Jean-Julien Mesnel qui a dénoncé son oncle Pierre Robert Gouaux-Devaux, régisseur à la Ferté, est administrateur du bureau des Pauvres et reçoit d’une dame Gerbet la donation d’un pré acquis en bien national. Gerbet, dit le sanguinaire, est celui qui a rapporté de Paris le mandat d’arrêt de Stabenrath.
Les héritiers semblent avoir mauvaise conscience devant l’opinion publique, eux qui appartiennent sous le Premier Empire à la classe aisée de la région.  

## Sources
- Cahiers percherons, chroniques du Perche, Châteauneuf-en-Thymerais, Monique Dondin, Marie-Christine Dordet, Alain Juillet, 1974,  (ISBN 2-900122-55-4)
- Mémoires de la Société archéologique d'Eure-et-Loir en ligne
- Base de donnée des députés français depuis 1789
- « René Marie Maximilien Léopold de Stabenrath », dans Adolphe Robert et Gaston Cougny, Dictionnaire des parlementaires français, Edgar Bourloton, 1889-1891 [détail de l’édition]